# The Amateur
The Amateur är en amerikansk actionthrillerfilm i regi av James Hawes och skriven av Ken Nolan och Gary Spinelli, baserad på Robert Littells roman med samma namn från 1981, som har blivit filmatiserad en gång tidigare (1981). I rollerna syns Rami Malek (även producent), Rachel Brosnahan, Caitríona Balfe, Jon Bernthal, Michael Stuhlbarg, Holt McCallany, Julianne Nicholson, Adrian Martinez, Danny Sapani och Laurence Fishburne.
Filmen hade biopremiär av 20th Century Studios den 11 april 2025. Den var tidigare planerad att ha biopremiär den 8 november 2024.

## Handling
Efter att Charles Heller, som arbetar som kryptograf hos CIA, har förlorat sin hustru i en terroristattack i London, inser han att hans chefer inte kommer att agera på grund av motstridiga interna prioriteringar. Efter att ha utpressat byrån till att utbilda honom till fältarbetare, ger han sig ut på ett enmansuppdrag för att ta fast sin hustrus mördare.

## Rollista
| Rami Malek         | – Charles Heller                      |
| Laurence Fishburne | – Robert "Hendo" Henderson            |
| Rachel Brosnahan   | – Sarah Heller                        |
| Caitríona Balfe    | – Inquiline/Davies                    |
| Michael Stuhlbarg  | – Horst Schiller                      |
| Holt McCallany     | – Biträdande CIA-direktör Alex Moore  |
| Julianne Nicholson | – CIA-chef Samantha O'Brien           |
| Danny Sapani       | – Caleb Horowitz                      |
| Jon Bernthal       | – Jackson O'Brien                     |
| Adrian Martinez    | – Carlos                              |
| Marc Rissmann      | – Mishka Blazhic                      |
| Joseph Millson     | – Ellish                              |
| Barbara Probst     | – Gretchen Frank                      |
| Alice Hewkin       | – Ali Park                            |
| Henry Garrett      | – Stabschef                           |
| Marthe Keller      | – Florist i Paris (cameoframträdande) |